# Jaroslav Zich
Jaroslav Zich (17. ledna 1912, Praha – 20. dubna 2001 tamtéž) byl český hudební skladatel, pedagog a muzikolog, syn Otakara Zicha.
Základy hudební vzdělání získal u svého otce, který byl hudebním skladatelem a profesorem estetiky na Univerzitě Karlově. Při studiu gymnázia navštěvoval mistrovskou školu pražské konzervatoře ve třídě Josefa Bohuslava Foerstra (ukončení 1931). Po maturitě studoval na Filosofické fakultě UK filosofii a hudební vědu u svého otce, Jana Blahoslava Kozáka a Zdeňka Nejedlého. Od roku 1937 pracoval v Československém rozhlasu jako hudební režisér (do roku 1952), za svou záslužnou práci byl v roce 1946 vyznamenán. Hned po založení Akademie múzických umění roku 1946 začal na hudební fakultě přednášet estetiku a později instrumentace, mezi lety 1952–1992 jako interní pedagog, od roku 1960 jako profesor. Mezi lety 1959–1962 zastával funkci děkana hudební fakulty AMU, v letech 1974–1979 byl vedoucím Katedry teorie a dějin hudby. Roku 1977 byl za svou pedagogickou práci oceněn Vyznamenáním Za zásluhy o výstavbu.
Muzikologický zájem o instrumentaci shrnul v několika knižních studiích Instrumentační práce se skupinami (1957), Instrumentace Smetanova Dalibora (1957) a především Orchestrace a sborová sazba (1986).
Již z dob působení v rozhlase pochází jeho zájem o teoretickou činnost v oblasti teorie interpretace, kde Zich představuje zakladatele české estetiky hudebního výkonného umění, kde definoval (zčásti s použitím poznatků svého otce) základní pojmy jako lokality, dělení hudebních jevů na útvarové a neútvarové atd. Poznatky z této oblasti shrnul ve svých publikacích Prostředky výkonného hudebního umění (1959) a Kapitoly a studie z hudební estetiky (1975).
Je autorem asi třicítky skladeb, z nichž vyniká zejména Rapsódie pro violoncello a orchestr z roku 1956, za níž téhož roku obdržel cenu Svazu československých skladatelů, a která byla nahrána Symfonickým orchestrem Československého rozhlasu s Milošem Sádlem a Františkem Vajnarem. Dále lze jmenovat množství komorní tvorby s využitím violoncella či písně a sbory. Krom toho je autorem orchestrálního melodramu Romance helgolandská na slova Jana Nerudy z roku 1934.